# Malmö motettkör
Malmö motettkör grundades 1975 som Malmö symfoniorkesters kör av Dan-Olof Stenlund. Sedan 2006 är kören en självständig förening och har skapat en bred repertoar framför allt bestående av a cappella-musik. 

## Dirigenter
- 1975–1993: Dan-Olof Stenlund
- 1993–1995: Sverker Zadig
- 1995–1999: Harald Eikaas
- 1999–2006: Patrik Andersson
- 2006–2007: Alexander Einarsson
- 2007–2010: Robert Hallberg
- 2010–2011: Lena Ekman Frisk
- 2011–: Martina Tomner